# El Chapo 1.ª Sección
El Chapo 1.ª Sección es una localidad del municipio de Huimanguillo ubicado en la subregión de la Chontalpa del estado mexicano de Tabasco.

## Geografía
La localidad de El Chapo 1.ª Sección se sitúa en las coordenadas geográficas 17°55′40″N 93°59′00″O / 17.927778, -93.983333, a una elevación de -1 metro sobre el nivel del mar.

## Demografía
Según el Conteo de Población y Vivienda 2020, efectuado por el Instituto Nacional de Estadística y Geografía, la localidad de El Chapo 1.ª Sección tiene 13 habitantes, de los cuales 7 son del sexo masculino y 6 del sexo femenino. Su tasa de fecundidad es de 2.5 hijos por mujer y tiene 5 viviendas particulares habitadas.
| Gráfica de evolución demográfica de El Chapo 1.ª Sección entre 1990 y 2020 |
|                                                                            |
| INEGI.                                                                     |